# 546842 Ruanjiangao
546842 Ruanjiangao este o planetă minoră (asteroid) din centura de asteroizi. A fost descoperită pe 21 decembrie 2011 la  de  și a fost numită după Ruan Jiangao⁠(d). 
Obiectul prezintă o orbită caracterizată de o semiaxă mare de 2,8487233353805 UAi, o excentricitate de 0,18621656455099, o înclinație de 6,5429161607148 ° în raport cu ecliptica.